# Viols-en-Laval
Viols-en-Laval este o comună în departamentul Hérault din sudul Franței. În 2009 avea o populație de 201 de locuitori.

## Evoluția populației
| An        | 1975 | 1982 | 1990 | 1999 | 2006 | 2009 |
| --------- | ---- | ---- | ---- | ---- | ---- | ---- |
| Populație | 26   | 32   | 82   | 177  | 205  | 201  |